# Gerner G I
 (mai 2020).
Si vous disposez d'ouvrages ou d'articles de référence ou si vous connaissez des sites web de qualité traitant du thème abordé ici, merci de compléter l'article en donnant les références utiles à sa vérifiabilité et en les liant à la section « Notes et références ».
Le Gerner G I est un biplan biplace de sport construit en 1928.

## Histoire
Construit par Max Gerner avec l’aide d’un seul ouvrier, cet appareil devait être facile à construire, léger et d’entretien simplifié. Il fut réalisé en tubes d’acier avec revêtement entoilé.
On ignore la date à laquelle fut réalisé le premier vol mais ce prototype fut exposé à Berlin à l’occasion de l’exposition aéronautique allemande ILA, du 7 au 28 octobre 1928. Il était alors équipé d’un moteur 3 cylindres Anzani de 35 ch entraînant une hélice Reed en dural. Baptisé officieusement Frankfurt, il fut ensuite confié pour essais complémentaires à Südwestdeutschen Luftverkehrs AG. 
Remotorisé avec un  ABC de 37 ch, il fut sérieusement endommagé par un accident au décollage le 25 septembre 1929, alors qu’il était piloté par Erich Wiegmeyer. Il ne fut pas reconstruit.